# جيورجي سيلاجي
جيورجي سيلاجي (بالمجرية: Szilágyi György)‏ هو لاعب شطرنج مجري، ولد في 4 يوليو 1921 في بودابست في المجر، وتوفي في 30 سبتمبر 1992.

## وصلات خارجية
- جيورجي سيلاجي على موقع مباريات الشطرنج (الإنجليزية)
- جيورجي سيلاجي على موقع 365Chess.com (الإنجليزية)
- جيورجي سيلاجي على موقع Chesstempo.com (الإنجليزية)
- جيورجي سيلاجي سجل أولمبياد الشطرنج على موقع OlimpBase.org (الإنجليزية)